# ویلیام آلدن اسمیت
ویلیام آلدن اسمیت (به انگلیسی: William Alden Smith) سناتور سابق عضو حزب جمهوری‌خواه ایالات متحده آمریکا بود. وی در سال ۱۹۰۷ تا ۱۹۱۹ میلادی سناتور ایالت میشیگان در سنای ایالات متحده آمریکا بود.